# Gare d'Aimoto
La gare d'Aimoto (藍本駅, Aimoto-eki) est une gare ferroviaire située dans la ville de Sanda, dans la préfecture de Hyōgo au Japon. La gare est exploitée par la compagnie JR West, sur la ligne Fukuchiyama/Ligne JR Takarazuka. L’utilisation de la carte ICOCA est valable dans cette gare.

## Service des voyageurs

### Desserte
La gare d'Aimoto est une gare disposant de deux quai et de deux voies.
| N° de voie | Ligne           | Direction                 |
| ---------- | --------------- | ------------------------- |
| 1          | ▆ JR Takarazuka | Sasayamaguchi/Fukuchiyama |
| 2          | ▆ JR Takarazuka | Sanda/Takarazuka          |

| JR West               |                                         |                                         |                                         |                     |
| Direction Fukuchiyama | Ligne Fukuchiyama (Ligne JR Takarazuka) | Ligne Fukuchiyama (Ligne JR Takarazuka) | Ligne Fukuchiyama (Ligne JR Takarazuka) | Direction Amagasaki |
| Kusano                |                                         | Tambaji Rapid Service 丹波路快速        |                                         | Aino                |
| Kusano                |                                         | Rapid Service 快速                      |                                         | Aino                |
| Kusano                |                                         | Local 普通                              |                                         | Aino                |